# Akademia Zarządzania przy Prezydencie Republiki Białorusi
Akademia Zarządzania przy Prezydencie Republiki Białorusi (biał. Акадэмія кіравання пры Прэзідэнце Рэспублікі Беларусь, Akademija kirawannia pry Prezidencie Respubliki Biełaruś, ros. Академия управления при Президенте Республики Беларусь, Akadiemija uprawlenija pri Priezidientie Riespubliki Biełaruś) – państwowa uczelnia na Białorusi, główna placówka edukacyjna w kraju zajmująca się przygotowaniem, przekwalifikowaniem i podwyższaniem kwalifikacji kadr zarządzających i administracji publicznej.
Uczelnia utworzona została 29 stycznia 1991 roku i podporządkowana jest Prezydentowi Republiki Białorusi. Koordynacja jej działalności prowadzona jest przez Administrację Prezydenta. Akademia otrzymała status prezydenckiej w 1995 roku.
W skład akademii wchodzą 3 instytuty, w tym Instytut Teorii i Praktyki Administracji Państwowej, 6 wydziałów, 20 katedr, 9 centrów i 7 pododdziałów. Od kandydatów na studia wymagane jest zaliczenie centralizowanych egzaminów. Wydział Zarządzania dodatkowo wymaga odbycia rozmowy zawodowo-psychologicznej.